# Jan Vaerman
Jan Vaerman (Erembodegem, 26 aprile 1653 – Bruges, 10 maggio 1731) è stato un matematico fiammingo.

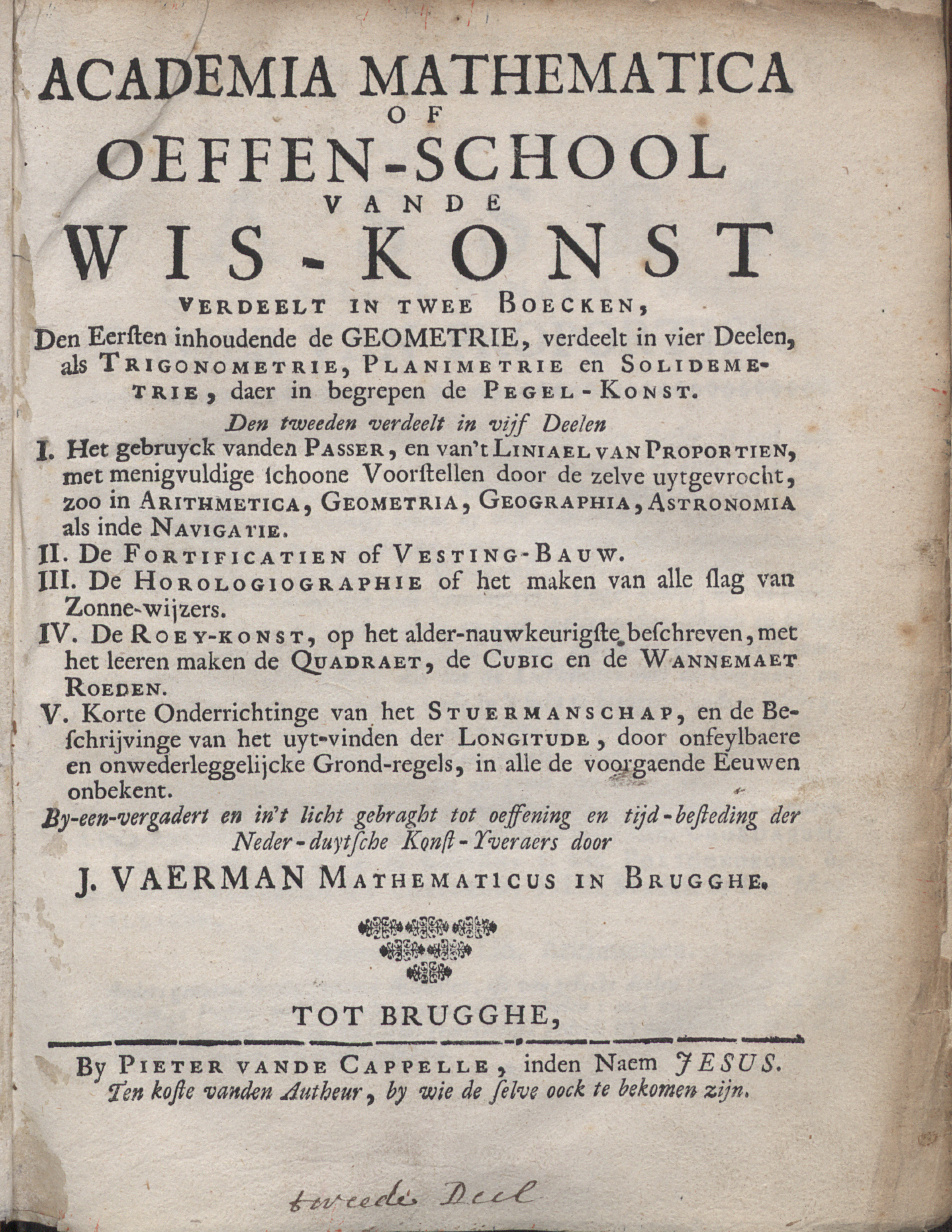
Academia Mathematica of Oeffen-school vande Wis-konst, 1719

Insegnò come maestro di scuola prima a Bruges e poi, dal 1693 al 1717, a Tielt. Scrisse di grammatica francese, aritmetica e geometria, trigonometria e planimetria.

## Opere
- Ontledingh der Fransche spraeck-konst. L'anatomie de la grammaire françoise, Bruges, Franciscus Van Heurce, 1699.
- Academia Mathematica of Oeffen-school van de Wis-konst, Bruges, Pieter vande Cappelle, 1719.